# Holtroper Kirche

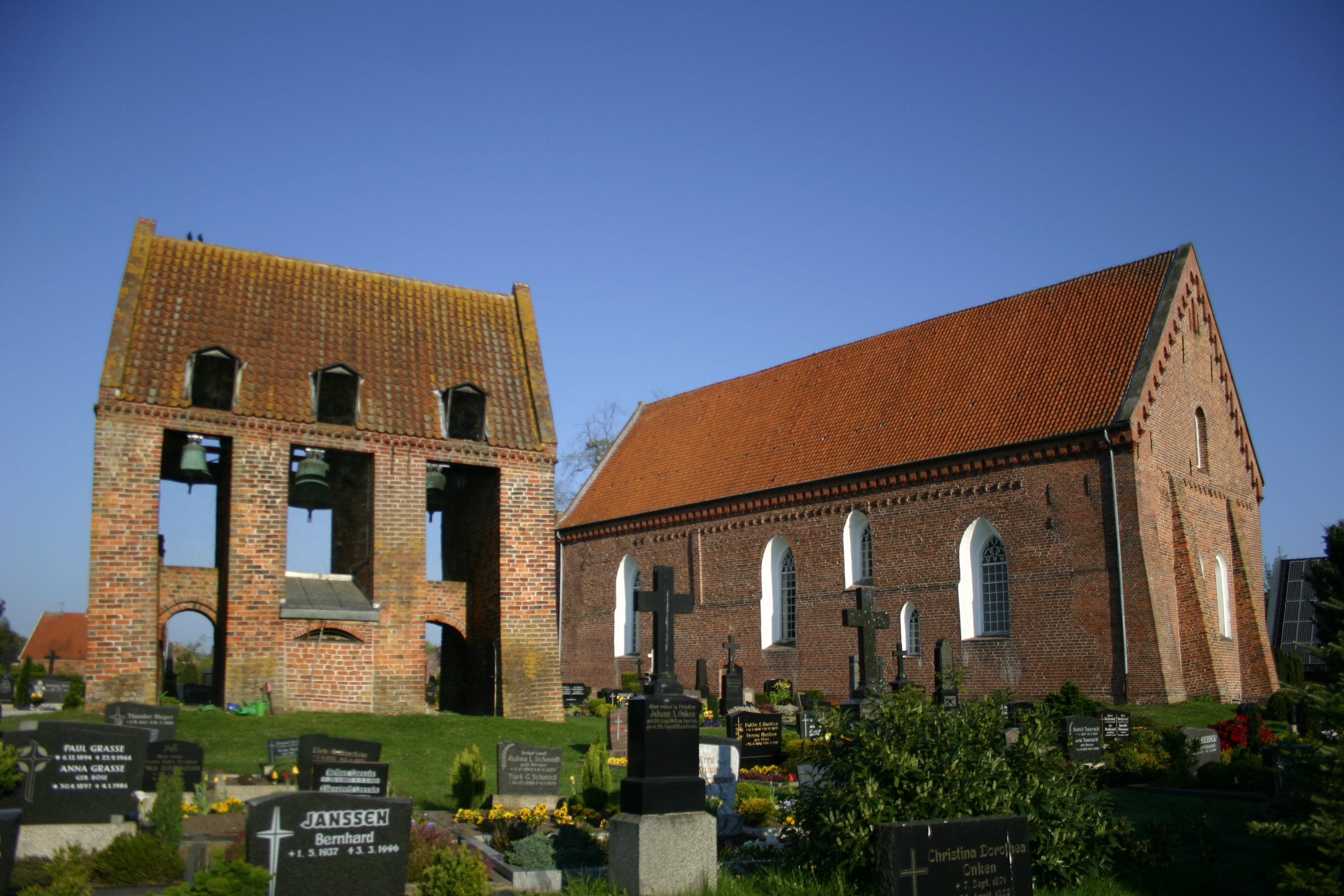
Holtroper Kirche

Die evangelisch-lutherische Holtroper Kirche steht im ostfriesischen Großefehn-Holtrop. Die rechteckige romanische Saalkirche aus Backstein geht auf die Mitte des 13. Jahrhunderts zurück.

## Geschichte und Beschreibung
Im Mittelalter unterstand die Kirche der Propstei Leer im Bistum Münster.
Die Holtroper Kirche ist mit einem Grundriss von 32,3 × 11,3 Metern eine der größeren Dorfkirchen Ostfrieslands. An den Langseiten sind außen Reste der alten Pilaster erhalten, die die Wände in drei Felder gliedern. Die alten rundbogigen Portale sind heute zugemauert. In der Nordwand befindet sich noch ein kleines hoch sitzendes Rundbogenfenster. Die größeren Fenster mit Laibungen wurden später eingebrochen.
An der Ostseite der Kirche befand sich ursprünglich eine eingezogene halbrunde Apsis, die jedoch aus statischen Gründen am Ende des 13. oder am Ende des 14. Jahrhunderts abgetragen wurde. Seitdem stützen zwei Strebepfeiler den geraden östliche Abschluss. Ende des 14. Jahrhunderts wurde das Chorjoch überwölbt und der Lettner eingebaut. Ursprünglich standen unter dem linken und rechten Bogen Seitenaltäre. Der Sockel des nördlichen Altars ist nachgewiesen. Durch zwei hagioskopartige Spähspalten in der Rückwand des Lettners konnte außerhalb des Priesterchors das liturgische Geschehen am Hochaltar verfolgt werden. Von den drei Gewölbejochen im Langschiff sind nur noch die Ansätze erhalten. Ein Gurtbogen im Chor trennt zwei längliche Gewölbe.
Als 1772 die Orgel ihren Platz auf dem Lettner fand, wurde die Triumphkreuzigungsgruppe an die Nordwand umgehängt. Im Rahmen der Kirchen- und Orgelrenovierung im Jahr 1972 wurde die Orgel auf die Westempore versetzt, während die Kreuzigungsgruppe nach 200 Jahren wieder ihren ursprünglichen Platz auf dem Lettner erhielt.
Im 19. Jahrhundert wurden die Mauern erhöht und der heutige Spitzbogenfries angebracht. Aus dieser Zeit stammt auch der neogotische Vorbau für den Eingang im Westen, der als Windfang dient.
Im Jahr 2005 wurde ihr ursprünglicher Name „St. Jürgen“ in Archiven der Landeskirche wieder ausfindig gemacht.
Südlich der Kirche steht separat der schiefe Glockenturm des Parallelmauertyps, der drei Glocken beherbergt.

## Ausstattung
Der Innenraum wird von einer hölzernen Spiegeldecke abgeschlossen; ursprünglich war der Raum von drei Jochen überwölbt. Bei der Kirchenrenovierung Anfang der 1970er Jahre wurde an der Nordwand ein spätgotisches Freskofragment aus der zweiten Hälfte des 15. Jahrhunderts entdeckt, das das Weltgericht darstellt.
Im Inneren der Kirche ist insbesondere der in einer Dorfkirche ungewöhnliche Lettner vor dem Ostchor bemerkenswert, der den vorderen Altarbereich vom Gemeindebereich abtrennt. Er weist drei große Rundbogen auf und ist bis auf den mittleren Durchgang hinten an den Rückseiten zugemauert. Nur in fünf von ursprünglich mindestens 26 ostfriesischen Kirchen ist ein Lettner erhalten. Das Altarretabel aus dem 17. Jahrhundert entstammt der Künstlerschule Cröpelin aus Esens und wurde im Jahr 2001 restauriert. Es stellt in drei übereinander angeordneten Bildern die Abendmahlsszene, die Kreuzigung und die Auferstehung dar. Rank- und Beschlagwerk sowie gewundene Säulen verzieren das Retabel. Öffnungen unter einem Segmentbogen im Altarblock dienten in vorreformatorischer Zeit als Kredenznischen zum Abstellen von Messkännchen. Vor dem Lettner wurde in den 1970er Jahren leicht erhöht eine schlichte Mensa aus Backstein als neuer Altar in Nähe zur Gemeinde errichtet. Auch der Taufstein datiert aus dieser Zeit.
Stilistische Übereinstimmungen zwischen Kanzel und Retabel legen dieselbe Entstehungszeit im 17. Jahrhundert nahe. Das reiche Beschlagwerk an Kanzelkorb und siebeneckigem Schalldeckel weist auf die ausgehende Renaissance. Am Korb sind zwischen den ionischen Ecksäulen die Evangelisten und Christus gemalt.
Auf dem Lettner befindet sich eine lebensgroße Kreuzigungsgruppe aus dem 15. Jahrhundert, die neben dem Gekreuzigten seine Mutter und den Lieblingsjünger Johannes zeigt. Zwei kleine flügellose Engelsgestalten fangen mit Kelchen die Blutstropfen Jesu auf und weisen so auf die Eucharistie hin. Ein dritter Engel, der wahrscheinlich weiter unten stand, ist verschollen. Am Kreuz sind die vier Evangelistensymbole angebracht.

## Orgel

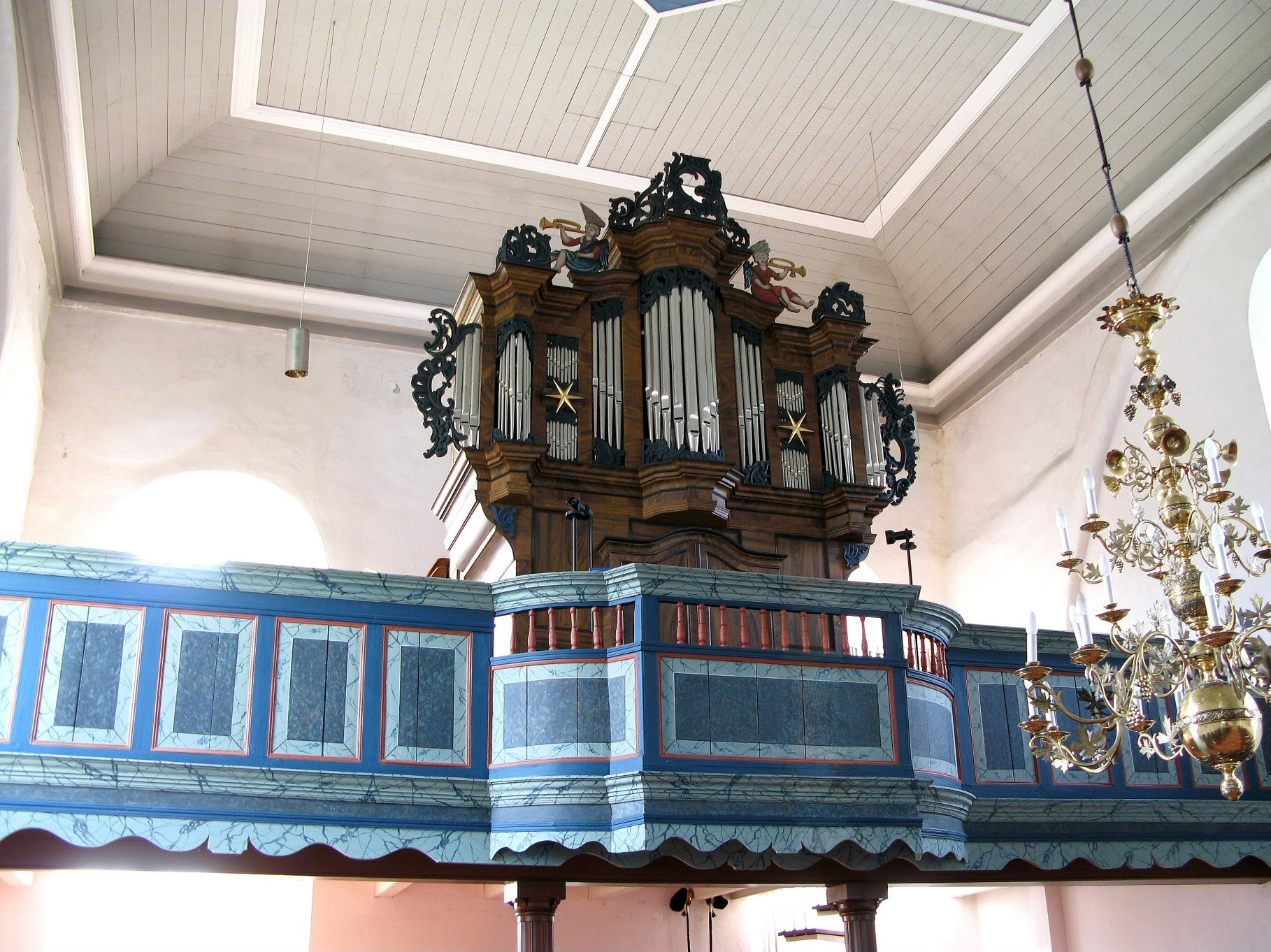
Müller-Orgel von 1772

Eine einmanualige historische Orgel von Hinrich Justus Müller aus dem Jahr 1772 befindet sich auf der Westempore der Kirche. Typisch für Müller sind der nach außen abgestufte siebenachsige Prospektaufbau, die doppelgeschossigen Flachfelder, die reich profilierten Gesimse und das rankende Schnitzwerk, das an den Seiten je drei hölzerne Blendpfeifen einschließt. Zwei Trompete blasende Engel bekrönen das Gehäuse, das eine Farbfassung mit Nussbaumholzmaserung erhielt. 1883 reparierten die Gebr. Rohlfs das Werk. Im Zuge eines Renovierungsumbaus 1933 ergänzten P. Furtwängler & Hammer einen Subbass 16′ im Pedal und tauschten den Dulcian gegen eine Flöte 8′ aus. Diese Maßnahmen wurden von Rudolf von Beckerath Orgelbau rückgängig gemacht, als er das Instrument 1976/77 umfassend restaurierte und schließlich im Jahr 2000 noch die zwei ursprünglichen Zungenregister rekonstruierte. Das Instrument verfügt über acht Register und weist wieder die originale Disposition auf.
| I Manual C–c3 |              |     |
| 1.            | Principal    | 4′  |
| 2.            | Gedackt      | 8′  |
| 3.            | Rohrflöte    | 4′  |
| 4.            | Quinte       | 3′  |
| 5.            | Octav        | 2′  |
| 6.            | Mixtur IV    |     |
| 7.            | Dulcian B/D  | 16′ |
| 8.            | Trompete B/D | 8′  |
|               | Tremulant    |     |

| Pedal C–d1 |           |
|            | angehängt |

## Kirchengemeinde
Die Holtroper Kirche ist die Gemeindekirche der Großefehntjer Dörfer Akelsbarg, Felde, Wrisse und Holtrop, die ungefähr zweitausend evangelische Gemeindeglieder umfasst. Sie gehört zur Evangelisch-Lutherischen Landeskirche Hannovers. Eine Besonderheit der Gemeinde ist ihr Bibelgarten.